# Grand-Saint-Esprit
Grand-Saint-Esprit es un municipio canadiense situado en la provincia de Quebec.

## Superficie
Grand-Saint-Esprit tiene una superficie de 27,22 km².

## Demografía
En 2021, tenía 488 habitantes, una densidad poblacional de 17,9 hab./km², y 214 viviendas.